# Стивен, Элизабет
Элизабет Стивен (англ. Elizabeth "Liz" Stephen, род. 12 января 1987, Barre, Вермонт) — американская лыжница, участница зимних Олимпийских игр 2010 года в Ванкувере.

## Карьера
В Кубке мира Стивен дебютировала в феврале 2007 года, в ноябре 2012 года единственный раз в карьере попала в тройку лучших на этапе Кубка мира, в эстафете. Кроме этого на сегодняшний момент имеет 3 попадания в десятку лучших на этапах Кубка мира, все в командных соревнованиях, в личных гонках не поднималась выше 17-го места. Лучшим достижением Стивен в общем итоговом зачёте Кубка мира является 42-е место в сезоне 2011-12.
На Олимпиаде-2010 в Ванкувере, показала следующие результаты: 10 км коньком — 49-е место, скиатлон 7,5+7,5 км — 57-е место.
За свою карьеру принимала участие в двух чемпионатах мира, лучший результат 9-е место в эстафете на чемпионате 2011 года, а в личных гонках 15-е место в скиатлоне 7,5+7,5 км на чемпионате 2009 года.
Использует лыжи и ботинки производства фирмы Rossignol.